# モントリオール国際園芸博覧会
モントリオール国際園芸博覧会（モントリオールこくさいえんげいはくらんかい, Les Floralies de Montréal 1980）は、1980年5月17日から9月1日までカナダのモントリオールで開催された国際園芸博覧会であり、博覧会国際事務局から認定された国際博覧会（特別博）である。テーマは「Relationship between man's socio-cultural activities and his physical environment」。